# Baigneuses (Derain)
Pour les articles homonymes, voir Baigneuses.
Baigneuses est un tableau réalisé par le peintre français André Derain en 1908. Cette huile sur carton représente huit baigneuses nues. Elle est conservée au musée Picasso, à Paris.

## Expositions
- Apollinaire, le regard du poète, musée de l'Orangerie, Paris, 2016 — n°76.